# Akademicki Zespół Muzyczny Politechniki Śląskiej
Akademicki Zespół Muzyczny Politechniki Śląskiej – zespół uczelniany (chór i zespół instrumentalny) Politechniki Śląskiej istniejący od 1996 r.

## Historia
Akademicki Zespół Muzyczny Politechniki Śląskiej w Gliwicach (AZM) działa od marca 1996 roku. Od momentu założenia składał się z chóru i zespołu instrumentalnego. Zespół organizował Polsko-Estońską Akademię Muzyczną która przekształciła się w „Międzynarodowe Warsztaty Muzyczne Musica pro Europa”.
Dyrygentem Zespołu od początku jest prof. Krystyna Krzyżanowska-Łoboda. W skład zarządu (kadencja trwa 1 rok) wchodzą:  Magdalena Gramatyka (prezes), Aleksandra Świerczyna, Katarzyna Dudek, Klaudia Staliś i Katarzyna Widera.

## Osiągnięcia AZM
Akademicki Zespół Muzyczny Politechniki Śląskiej mimo swej niezbyt długiej historii jest laureatem wielu znaczących nagród i tytułów, wśród których najważniejsze to:
- Ambasador Kulturalny People to People International (1997)
- XXXIII Międzynarodowy Festiwal Pieśni Chóralnej w Międzyzdrojach (czerwiec 1998) – nagroda Prezesa ZG PZCHiO
- V Ogólnopolski Konkurs Kolęd i Pastorałek w Będzinie (styczeń 1999) – II nagroda w kat. zespołów młodzieżowych
- "100-lecie urodzin Jana Lechonia" – konkurs (Wrocław, maj 1999) – II nagroda
- XI Międzynarodowy Festiwal Muzyki Religijnej w Rumi (październik 1999) – wyróżnienie w kategorii A
- Międzynarodowy Festiwal Pieśni Adwentowej i Kolęd – Praga, (listopad 1999) Srebrny medal w kategorii chórów kameralnych i nagroda dla najlepszego dyrygenta festiwalu
- Koncert i Konkurs interpretacji utworów prof. Lucjana Laprusa – Wrocław (maj 2001) – I miejsce w kategorii chórów kameralnych i Nagroda Specjalna za interpretację utworu "Hosanna"
- Juvendus Mundi Cantat – Festiwal i konkurs pieśni chóralnej – Ołomuniec 2001 – złoty medal w kategorii muzyki sakralnej
- XXXVI Międzynarodowy Festiwal Pieśni Chóralnej w Międzyzdrojach (czerwiec 2001) – srebrny medal w konkursie muzyki współczesnej
- Odznaka "Zasłużony dla Politechniki Śląskiej" (2001)
- XVII Międzynarodowy Festiwal Chórów Akademickich – Czechy, Pardubice 2002 – srebrne medale w kategoriach: A1 – chóry mieszane; A2 – chóry kameralne; B – muzyka ludowa; Zawody sportowe – IFASIADAał
- XX Międzynarodowy Festiwal Muzyczny – Hiszpania, Cantonigros 2002 – Nagroda Festiwalu w Cantonigros w kategorii chórów mieszanych
- XVIII Międzynarodowy Festiwal Chórów Akademickich – Czechy, Pardubice 2004 – srebrne medale w kategoriach: A1 – chóry mieszane; B – muzyka ludowa; C – w hołdzie kompozytorom czeskim; Złoty medal w kategorii A2 – chóry kameralne oraz GRAND PRIX Festiwalu
- Konkurs F. Schuberta – Austria, Wiedeń 2005 – 1. miejsce
- Konkurs Chóralny J. Brahmsa – Niemcy, Wernigerode 2007 – Srebrny medal
- 39 Ogólnopolski Turniej Chórów Legnica Cantat 2008 – 3. miejsce
- 40 Ogólnopolski Turniej Chórów Legnica Cantat 2009 – 3. miejsce
- Konkurs Chóralny J. Brahmsa – Niemcy, Wernigerode 2009 – Złoty medal i I miejsce w kategorii chórów kameralnych oraz złoty medal i II miejsce w kategorii sakralnej
- International Krakow Choir Festival (czerwiec 2010) – wygrana w kategorii Muzyka Gospel, Negro Spirituals, Popularna i Styl Barbershop
- Koncert dla Parlamentu Bawarii – Landtagu, 15.12.2010r.
- XX Myślenicki Festiwal Pieśni Chóralnej Kolędy i Pastorałki – Myślenice 2011 – I miejsce (nagroda im. Józefa Radwana) w kategorii chóry z towarzyszeniem zespołu instrumentalnego[2]
- XXI International Festival of Advent and Christmas Music with Petr Eben Prize (25-26.11.2011r.) – złoty medal w kategorii chórów mieszanych i srebrny medal w kategorii chórów kameralnych
- 51. Międzynarodowy Konkurs Chóralny i Festiwal „SEGHIZZI 2012” (12-16.07.2012r.) – srebrne medale w kategorii utworów skomponowanych po 1900 roku i za utwór obowiązkowy oraz brązowe medale w kategoriach utworów skomponowanych pomiędzy 1400 a 1650 rokiem oraz Spiritual i Gospel
- VIII Rybnicka Jesień Chóralna im. Henryka Mikołaja Góreckiego (9-10.11.2012r.) – złoty medal i pierwsze miejsce w kategorii chórów mieszanych, złoty medal i drugie miejsce w kategorii chórów kameralnych oraz GRAND PRIX Festiwalu
- XIX Międzynarodowy Festiwal Kolęd i Pastorałek im. ks. Kazimierza Szwarlika w Będzinie (17-20.01.2013r.) – drugie miejsce w kategorii chórów
- I Europejska Olimpiada Chóralna – cztery srebrne medale w kategoriach: kameralne chóry mieszane, muzyka sakralna, gospel&spiritual oraz jazz&pop.
- Vratislavia Sacra 2014 – Dwa drugie miejsca w kategoriach chórów kameralnych i gospel&spiritual
- Cracovia Cantans 2015 – Dwa trzecie miejsca w kategoriach chórów kameralnych i muzyki rozrywkowej,ludowej i gospel
- II Europejska Olimpiada Chóralna w Magdeburgu – złoty medal w kategorii chórów kameralnych oraz dwa srebrne medale w kategoriach pop&jazz i gospel&spiritual
- Vratislavia Sacra 2015 – Dwa drugie miejsca

## Repertuar
Chórzyści wykonują muzykę sakralną A cappella, Gospel, spiritual, jazz, pop, ale również motety, madrygały, muzykę ludową i kolędy w różnych opracowaniach. Do najbardziej spektakularnych należą formy wokalno-instrumentalne. Zespół w swoim repertuarze posiada m.in. takie utwory, jak: "Requiem" G. Fauré, "Requiem" Mozarta, "Berliner Messe" Pärta, "Kantata 140 Wachet auf" Bacha, "Mszę Koronacyjną" Mozarta, "Mszę Koronacyjną" Elsnera, "Mszę góralską" Maklakiewicza, "Mesjasza" G.F. Händla (również w wersji jazzowej – arr. Klaudiusz Jania), "Stabat Mater" G. Rossiniego, "Stabat Mater" Pergolesiego, "Ein Deutsches Requiem" Brahmsa.
W wykonaniu zespołu instrumentalnego usłyszeć można utwory przede wszystkim klasyczne, ale również rozrywkowe w bardzo szerokim tego słowa znaczeniu.

## Koncerty
Akademicki Zespół Muzyczny Politechniki Śląskiej daje rocznie około 50 koncertów. AZM podróżował m.in. do Czech, Bułgarii, Austrii, Portugalii, Hiszpanii, Niemiec, Estonii, Finlandii, na Maltę, na Węgry i na Ukrainę.

## Próby
Drzwi Akademickiego Zespołu Muzycznego Politechniki Śląskiej są otwarte dla wszystkich amatorów śpiewu oraz wszystkich instrumentalistów, zwłaszcza smyczkowych. W odróżnieniu od innych chórów, w AZM nie ma przesłuchań kwalifikujących do śpiewania w chórze. Inaczej sprawa wygląda w przypadku gry w zespole instrumentalnym – dobra technika i doświadczenie są wskazane.
Próby odbywają się w Centrum Kultury Studenckiej Mrowisko w Gliwicach przy ulicy Pszczyńskiej 85.